# You're in My Heart (The Final Acclaim)
You're in My Heart (The Final Acclaim) is een nummer van de Britse zanger Rod Stewart uit 1977. Het is de eerste single van zijn achtste studioalbum Foot Loose & Fancy Free.
Stewart schrijft "You're In My Heart" tijdens zijn breuk met actrice en model Britt Ekland. In het nummer refereert de zanger ook naar zijn twee favoriete voetbalclubs, Celtic FC en Manchester United. Het nummer werd een grote hit op de Britse eilanden, in Noord-Amerika, Oceanië, Noorwegen, Zuid-Afrika en het Nederlandse taalgebied. In het Verenigd Koninkrijk bereikte het de 3e positie. In de Nederlandse Top 40 haalde het nummer de 7e positie, en in de Vlaamse Radio 2 Top 30 de 13e.

## NPO Radio 2 Top 2000
| Nummer met noteringen in de NPO Radio 2 Top 2000 | '99  | '00 | '01  | '02  | '03  | '04  | '05  | '06  | '07  | '08  | '09  | '10  | '11  | '12  | '13  | '14  | '15  | '16  |
| ------------------------------------------------ | ---- | --- | ---- | ---- | ---- | ---- | ---- | ---- | ---- | ---- | ---- | ---- | ---- | ---- | ---- | ---- | ---- | ---- |
| You're in My Heart                               | 1310 | -   | 1381 | 1350 | 1446 | 1659 | 1519 | 1423 | 1604 | 1523 | 1617 | 1629 | 1839 | 1701 | 1588 | 1788 | 1761 | 1849 |

1. ↑  Een '-' betekent dat het nummer niet was genoteerd en een vetgedrukt getal geeft de hoogste notering aan.
2. ↑  Deze tabel is bijgewerkt tot en met de laatste editie (2024).